# Giovanni Plana
Giovanni Antonio Amedeo Plana (Voghera, 6 novembre 1781 – Torino, 20 gennaio 1864) è stato un matematico, astronomo, geodeta e senatore italiano.

## Biografia

Mémoire sur divers problèmes de probabilité, 1812 (Milano, Fondazione Mansutti).

Plana nacque a Voghera da genitori di origine piemontese, Antonio Maria Plana e Giovanna Giacoboni. A quindici anni fu mandato a studiare a Grenoble, dove divenne amico di Stendhal e si avvicinò al movimento democratico.
Dal 1800 frequentò l'università all'École polytechnique di Parigi, con Lagrange (del quale fu l'unico allievo italiano e più tardi sposò una nipote), Laplace, Legendre e Fourier.

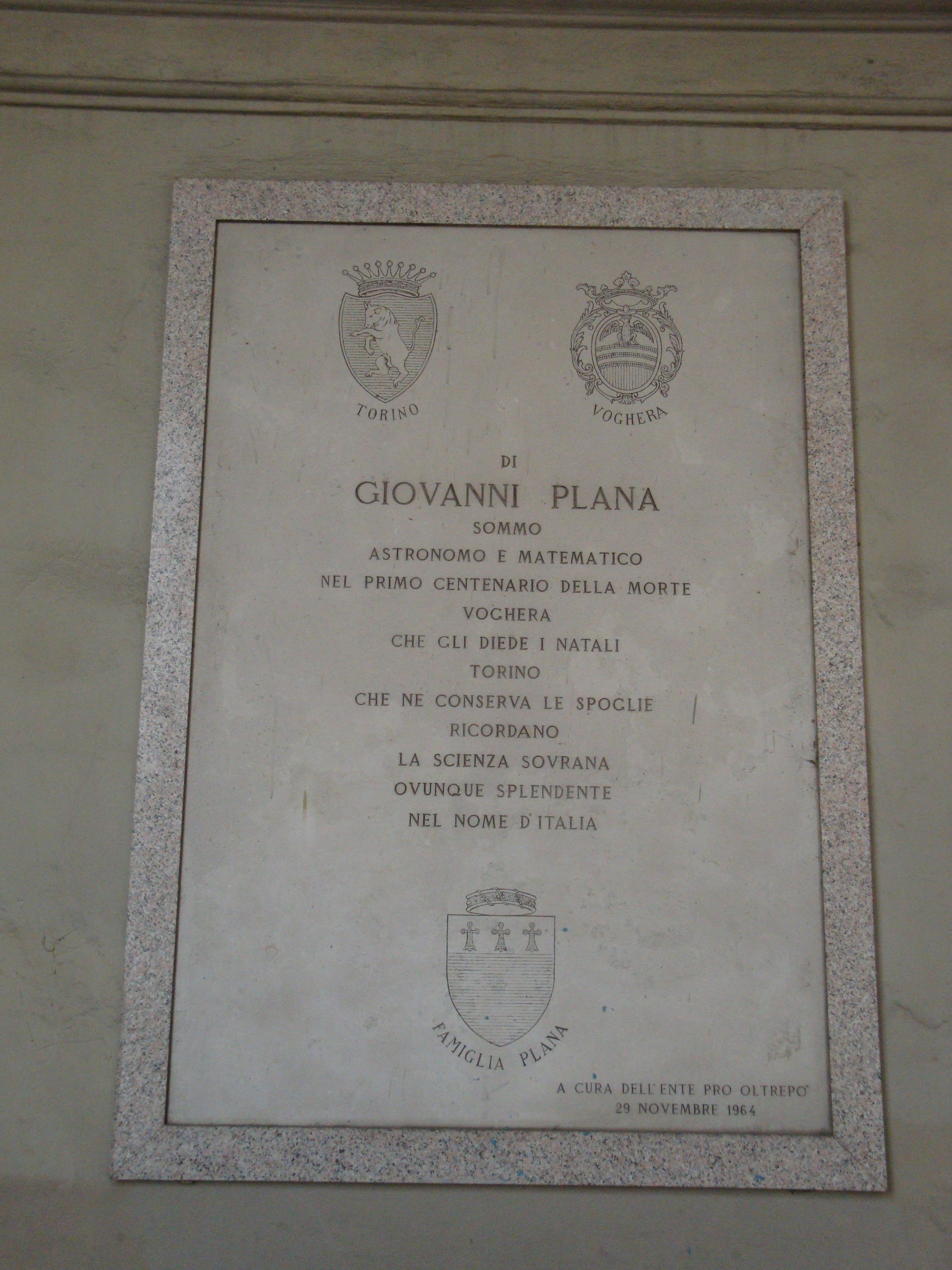
Lapide sulla facciata della casa natale dello scienziato

Dal 1811 insegnò astronomia all'Università degli Studi di Torino, ricevendo la cattedra che era stata tenuta da Tommaso Valperga. Insegnò per molti anni, anche Meccanica agli Ufficiali Allievi della Scuola di Applicazione di Torino. In un libro scritto dal Generale Luigi Gianotti di Giaveno in cui parla del Plana lo ricorda come un sublime scienziato, eccentrico e scontroso ma sempre affezionato ai suoi studenti.  Nel 1815 l'insegnamento presso l'università venne soppresso e Plana passò alla cattedra di calcolo infinitesimale, che mantenne per il resto della vita.
Nel 1820 fu tra i vincitori di un premio indetto dall'Accademia francese delle scienze per la costruzione di tabelle lunari basate esclusivamente sulla legge di gravitazione universale.
Nel 1831 Plana costruì il Calendario Meccanico Universale che, grazie ad un ingegnoso sistema di ruote dentate, catene e viti, è in grado di identificare un giorno qualunque dall'anno 1 fino al 4000. Non solo, il calendario fornisce anche informazioni riguardanti lunazioni e maree. L'opera, unica al mondo nel suo genere, è conservata presso la sagrestia della cappella dei Mercanti di Torino ed è uno strumento ad altissima precisione. Tiene conto di tutte le variabili di calcolo, tra cui il calcolo degli anni bisestili la durata del giorno che dura 23 ore 56 minuti e 4 secondi che influisce sulla data di lunazioni, il mese lunare (che fornisce informazioni sulla Pasqua) è di soli 29 giorni e mezzo circa e che non può coincidere con i mesi solari, la diversa velocità di rotazione della Terra durante le stagioni. Tenendo conto di tutto questo egli calcolò che vi è un ciclo identico ogni 28 anni. Inoltre, Plana incluse nel calcolo la riforma adottata calendariale nella seconda parte del XVI secolo. La macchina - una sorta di proto-computer -  è composta da memorie a tamburo, (cilindri su cui sono scritti dati in forma numerica), a disco e a nastro in grado di memorizzare oltre 46.000 dati. È stato ricostruito un prototipo da gruppi di studenti del Politecnico di Torino nel 2015.

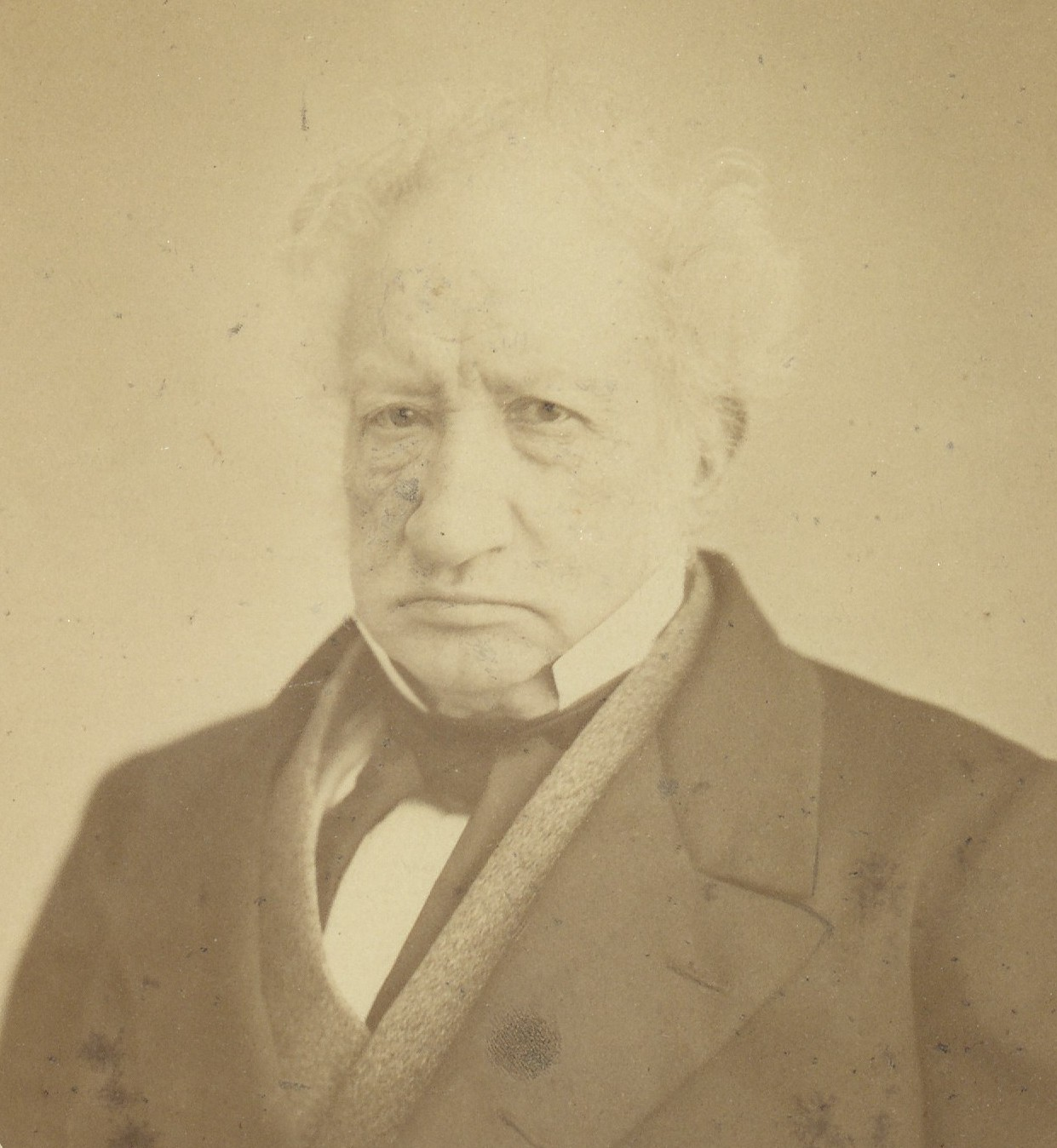
Giovanni Plana in età avanzata

Tra le sue ricerche più importanti vanno ricordati gli studi sulla teoria del movimento della Luna, inizialmente insieme con Francesco Carlini e poi pubblicati da solo nella Théorie du mouvement de la lune (1832), quelli di geodesia, e diverse altre ricerche nei campi dell'analisi, della fisica matematica e della meccanica celeste. Fra i suoi primi lavori figura uno studio sul calcolo delle probabilità, apparso a Torino nel 1821.
Fu in pratica il fondatore dell'osservatorio astronomico di Torino (che prima di lui era solo un'estensione della cattedra di astronomia), di cui promosse la costruzione su una delle torri di Palazzo Madama, in piazza Castello e che diresse per più di mezzo secolo.
Dal 1851 alla morte fu presidente dell'Accademia delle Scienze di Torino. Fu inoltre socio dell'Accademia dei XL, dell'Académie des Sciences di Parigi e delle Royal Society di Londra (dal 1827) e Edimburgo (dal 1835). Fu conosciuto come una persona orgogliosa e non formò allievi veri e propri, anche se studiarono con lui Menabrea e Felice Chiò.
È sepolto nel Cimitero monumentale di Torino.

## Opere

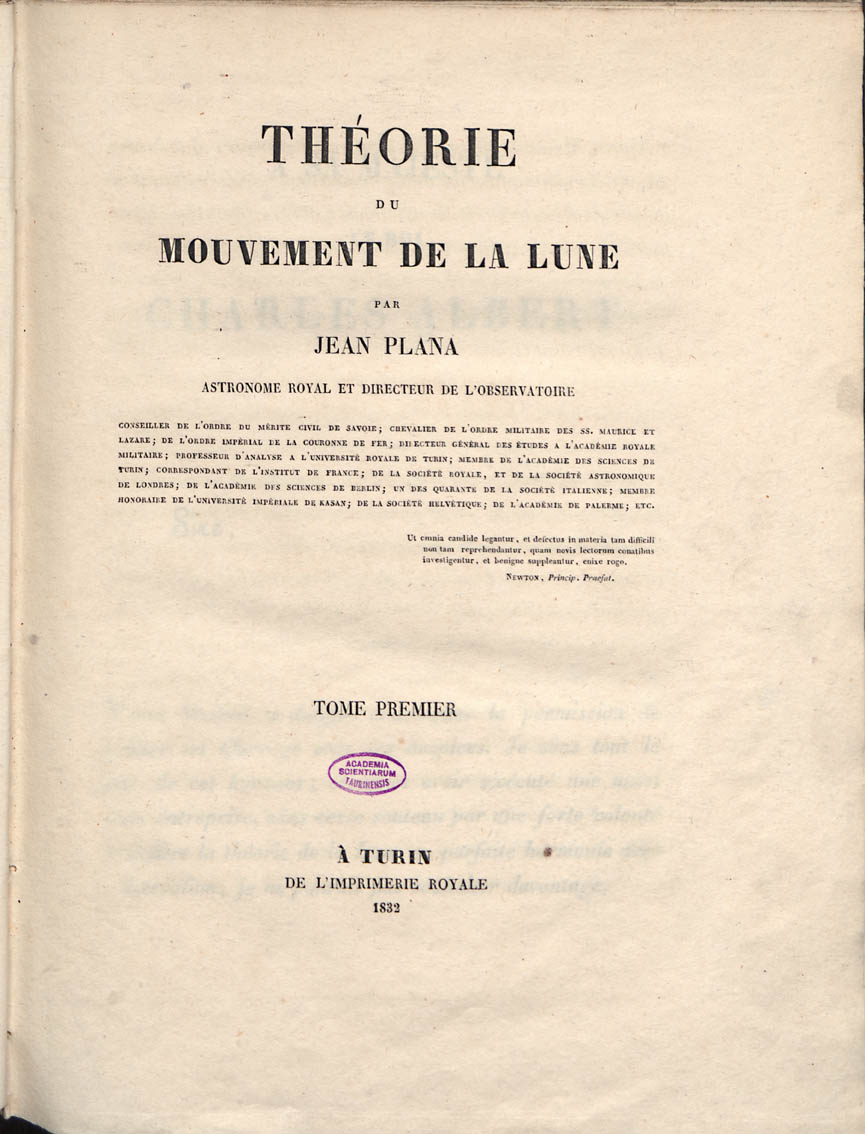
Théorie du mouvement de la lune, 1832

- (FR) Théorie du mouvement de la lune, vol. 1, Torino, Stamperia reale, 1832.
  - (FR) Théorie du mouvement de la lune, vol. 2, Torino, Stamperia reale, 1832.
  - (FR) Théorie du mouvement de la lune, vol. 3, Torino, Stamperia reale, 1832.
- (FR) Mémoire sur l'équation séculaire du moyen mouvement de la lune, Torino, Imprimerie Royale, 1856.
- (FR) Recherches historiques sur la première explication de l'équation séculaire du moyen mouvement de la lune d'après le principe de la gravitation universelle, Torino, Imprimerie Royale, 1857.
- (FR) Sur la théorie de la Lune, Torino, Imprimerie Royale, 1860.

## Riconoscimenti
Ottenne numerosi riconoscimenti in Italia e all'estero, come la medaglia Copley della Royal Society (1834), la Medaglia d'Oro della Royal Astronomical Society (1840), varie decorazioni, il titolo di barone e la nomina di senatore nel primo Senato italiano (1861).
Il cratere Plana della Luna ha preso il suo nome. La città di Torino, di Milano e la sua città natale, gli hanno intitolato una via e una scuola. A Giovanni Plana è, inoltre, intitolato il liceo classico di Alessandria.